# Bahnstrecke Zahedan–Tschahbahar
| Bahnhof Zahedan |                      |                                           |                                           |
| Streckenlänge: | 750 km               |                                           |                                           |
| Spurweite: | 1435 mm (Normalspur) |                                           |                                           |
| Maximale Neigung: | 15 ‰                 |                                           |                                           |
| Streckengeschwindigkeit: | 120 km/h             |                                           |                                           |
| |                      |                                           |                                           |
| \| \| \| Bahnstrecke Zahedan–Maschhad \| \| \| \| \| Bahnstrecke Qom–Zahedan \| \| \| \| \| Zahedan (Südbahnhof) \| \| \| \| \| \| \| \| \| \| Zahedan Güter- und Umladebahnhof \| \| \| \| \| Bahnstrecke Zahedan–Quetta (1676-mm-Spur) \| \| \| \| \| Chasch \| \| \| \| \| Irānschahr \| \| \| \| \| Nik Schahr \| \| \| \| \| Tschahbahar \| \| \| \| \| Hafen Tschahbahar \| \| |                      |                                           |                                           |
| Strecke (außer Betrieb) |                      | Bahnstrecke Zahedan–Maschhad              | Bahnstrecke Zahedan–Maschhad              |
| Abzweig ehemals geradeaus und von rechts |                      | Bahnstrecke Qom–Zahedan                   | Bahnstrecke Qom–Zahedan                   |
| Bahnhof |                      | Zahedan (Südbahnhof)                      | Zahedan (Südbahnhof)                      |
| Strecke von links · Abzweig geradeaus, nach rechts und von rechts |                      |                                           |                                           |
| Strecke · Betriebs-/Güterbahnhof Streckenende · Betriebs-/Güterbahnhof Streckenanfang |                      | Zahedan Güter- und Umladebahnhof          | Zahedan Güter- und Umladebahnhof          |
| Strecke · Strecke nach links |                      | Bahnstrecke Zahedan–Quetta (1676-mm-Spur) | Bahnstrecke Zahedan–Quetta (1676-mm-Spur) |
| Kopfbahnhof Strecke ab hier außer Betrieb |                      | Chasch                                    | Chasch                                    |
| Bahnhof (Strecke außer Betrieb) |                      | Irānschahr                                | Irānschahr                                |
| Bahnhof (Strecke außer Betrieb) |                      | Nik Schahr                                | Nik Schahr                                |
| Bahnhof (Strecke außer Betrieb) |                      | Tschahbahar                               | Tschahbahar                               |
| Betriebs-/Güterbahnhof Streckenende (Strecke außer Betrieb) |                      | Hafen Tschahbahar                         | Hafen Tschahbahar                         |

Die Bahnstrecke Zahedan–Tschahbahar ist eine im Bau befindliche Neubaustrecke im Iran.

## Geografische Lage
Die Bahnstrecke soll über Zahedan den am Indischen Ozean gelegenen Hafen von Tschahbahar – nach der ursprünglichen Planung ab 2021 – an das Eisenbahnnetz des Landes anschließen. Der Hafen ist der einzige Tiefwasserhafen des Iran, der direkten Zugang zum Indischen Ozean hat, ohne dass Schiffe die Engstelle der Straße von Hormus passieren müssen. Die Bahn hat so für den Iran auch eine militärstrategische Bedeutung. Für Indien stellt dieser Weg im Güterverkehr eine Route dar, um unter Umgehung von Pakistan eine Wasser/Land-Verbindung nach Russland zu erhalten. Indien beteiligt sich deshalb finanziell am Bau der Bahnstrecke. Darüber gab es zwischen dem Iran und Indien 2020 erhebliche Differenzen.

## Technische Parameter
Die Strecke wird 750 Kilometer lang und eingleisig in der im Iran üblichen Normalspur gebaut. Die maximale Steigung wird 15 ‰ betragen bei einem maximalen Kurvenradius von 1000 Metern. Die Strecke ist für eine zulässige Höchstgeschwindigkeit von 120 km/h für Personenzüge und 90 km/h für Güterzüge ausgelegt. Geplant ist ein Gütertransport von 1,3 Millionen Tonnen Gütern im ersten Betriebsjahr, der innerhalb von 20 Jahren auf 35 Millionen Tonnen gesteigert werden soll.

## Baufortschritt
Am 7. Juli 2020 wurden die ersten Gleise verlegt.

## Ausbauplanungen
Zu einem späteren Zeitpunkt soll die Strecke ab Zahedan etwa 800 Kilometer nach Norden über Maschhad bis Seraqs an der Grenze zu Turkmenistan verlängert werden. Dadurch wird entlang der iranischen Ostgrenze eine Nord-Süd-Verbindung entstehen, die den zentralasiatischen Binnenstaaten den kürzesten Zugang zu einem Seehafen ermöglicht. In der Nähe von Sarandsch wird ein Abzweig nach Afghanistan vorgesehen, um den Warenhandel zu erleichtern.